# Wetherden

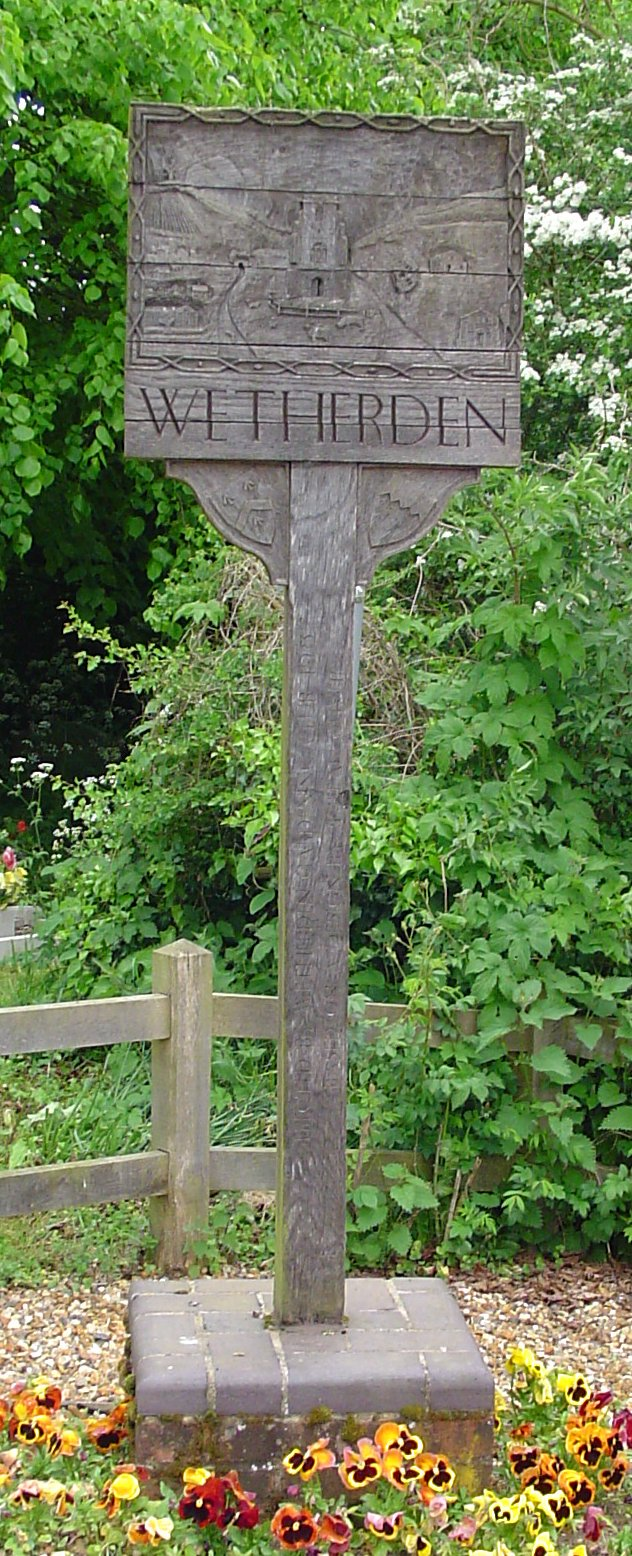
Panneau à Wetherden

Wetherden est un village et une paroisse civile du Suffolk, en Angleterre.